# Giovanni V di Costantinopoli
Giovanni V (... – 675) è stato un arcivescovo bizantino, patriarca di Costantinopoli dal 669 al 675.

## Biografia
Prete e skeuophylax di Hagia Sophia, nel 669 divenne patriarca di Costantinopoli, succedendo a Tommaso II e mantenendo la carica per sei anni, fino al 675 (Niceforo fornisce una cifra più precisa di cinque anni e nove mesi).
Non era un sostenitore del monotelismo, stando agli atti del Concilio di Costantinopoli III del 680-681, durante il quale fu letta una copia della sua synodika inviata a Macario, patriarca di Antiochia, e non vi furono trovate tracce di monotelismo.
Gli succedette Costantino I.